# Manéž

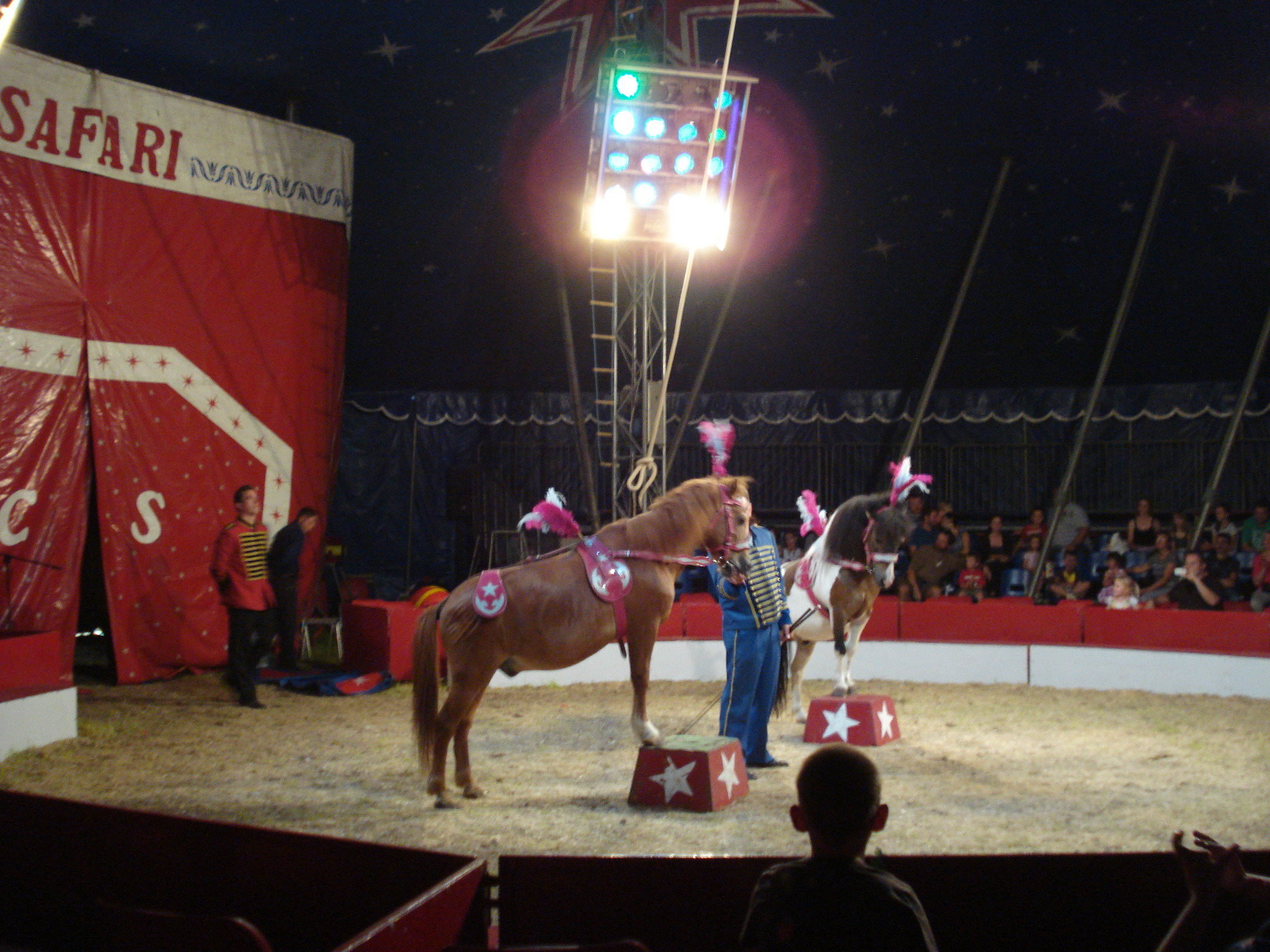
Manéž při představení

Manéž (francouzsky manège = jízdárna, drezura koní) je dnes obvykle místo pro cirkusová představení. Je kruhová nebo eliptická. Na rozdíl od jeviště s hledištěm, sedí diváci na lavicích jako v amfiteátru, v kruhu kolem manéže. Přístupová chodba, ve které umělci i zvířata čekají na vystoupení („Sattelgang") se uzavírá závěsem. Nad dveřmi ze závěsu je obvykle prostor pro cirkusový orchestr. V prvních cirkusových budovách 18. a 19. století byl parket bez sedadel používán jako manéž a jeviště se mohlo využít jako malované pozadí.
Velikost manéže má co do činění s typem atrakcí. Jsou-li uváděna čísla s koňmi, která původně představovala hlavní část cirkusových atrakcí, neměla by manéž pro lonžování mít průměr menší než asi 12 m. Necelých 13 metrů (= 14 yardů nebo 42 stop) se od doby Philipa Astleye, zajkladatele moderního cirkusu, považuje za „správnou“ velikost. Existují však i cirkusy s průměrem manéže 9 m i méně.
Manéž je obvykle uzavřena 50 cm vysokým drátěným pletivem z klecí pro dravce. Od konce 19. století měly kočovné cirkusy se chapiteau (cirkusový stan) podlahu manéže pokrytou pískem, případně podle potřeby, kobercem. Od počátku 20. století byly používány piliny. Jejich vůni lze jen těžko oddělit od cirkusového zážitku ještě dnes.